# Colias nina
Fawcett's Clouded Yellow, Colias nina là một loài bướm nhỏ thuộc họ Pieridae, có màu vàng và trắng, được tìm thấy ở India.